# نجم سمك
نَجْم أو أبو صُنْدوق  سمك بحريّ يعرف بهذين الاسمين في البحر الأحمر ذكر ذلك فورسكال (17 من المقدمة) وكلونتسنغر (195). وسمّاه صاحب دائرة المعارف أبا صندوق (الكلام للفريق أمين معلوف في معجم الحيوان).
وهو في الحقيقة جنس من السمك. يحتوي على ما يقرب من 8 أنواع هي:
- (Ostracion cubicus Linnaeus, 1758 (yellow boxfish (نجم أو أبو صندوق أصفر).
- (Ostracion cyanurus Rüppell, 1828 (bluetail trunkfish (نجم أو أبو صندوق أزرق الذيل، ويُسمى في خليج عُمان والإمارات: بقرة البحر).
- (Ostracion immaculatus Temminck & Schlegel, 1850 (bluespotted boxfish (نجم أو أبو صندوق أزرق النقط).
- (Ostracion meleagris G. Shaw, 1796 (white-spotted boxfish (نجم أو أبو صندوق أبيض النقط).
- (Ostracion rhinorhynchos Bleeker, 1851 (horn-nosed boxfish (نجم أو أبو صندوق أقرن الأنف).
- (Ostracion solorensis Bleeker, 1853 (reticulate boxfish (نجم أو أبو صندوق شبكيّ).
- (Ostracion trachys J. E. Randall, 1975 (roughskin trunkfish (نجم أو أبو صندوق أصفر).
- (Ostracion whitleyi Fowler, 1931 (Whitley's boxfish (نجم أو أبو صندوق الوِتل).

## معرض الصور

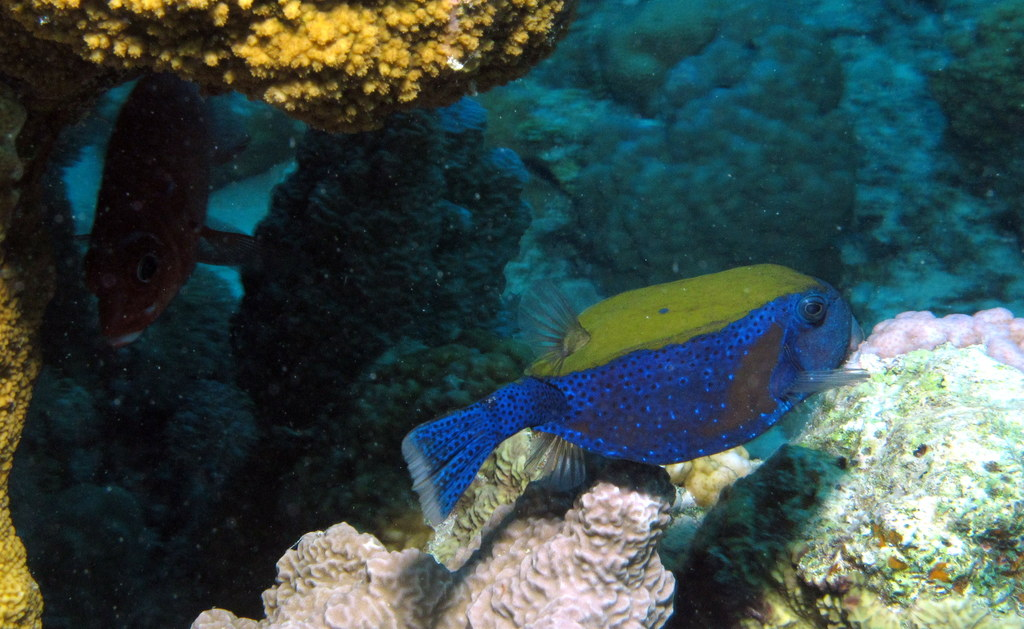
سمكة نَجْم أو أبو صندوق أزرق الذيل (Bluetail Trunkfish)، شعاب ساتايا المرجانية، مصر.
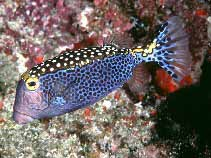
سمكة نَجْم أو أبو صندوق أبيض النقط (White-spotted boxfish).